# Astana Fýtbol Klýby 2017
Questa voce raccoglie le informazioni riguardanti l'FC Astana nelle competizioni ufficiali della stagione 2017.

## Maglie e sponsor
Per la stagione 2017, il fornitore tecnico è Adidas, mentre lo sponsor ufficiale è Samruk-Kazyna.
| 1ª divisa | 2ª divisa |

## Rosa
| N. |                                 | Ruolo | Calciatore          |
| -- | ------------------------------- | ----- | ------------------- |
| 1  | Kazakistan (bandiera)           | P     | Nenad Erić ()       |
| 4  | Bielorussia (bandiera)          | D     | Ihar Šytaŭ          |
| 5  | Bosnia ed Erzegovina (bandiera) | D     | Marin Aničić        |
| 6  | Ungheria (bandiera)             | C     | László Kleinheisler |
| 6  | Serbia (bandiera)               | C     | Nemanja Maksimović  |
| 7  | Kazakistan (bandiera)           | C     | Serikjan Mujïqov    |
| 8  | Bosnia ed Erzegovina (bandiera) | C     | Srđan Grahovac      |
| 9  | Serbia (bandiera)               | A     | Đorđe Despotović    |
| 10 | Albania (bandiera)              | A     | Azdren Llullaku     |
| 14 | Croazia (bandiera)              | C     | Marin Tomasov       |
| 15 | Kazakistan (bandiera)           | D     | Abzal Beýsebekov    |
| 17 | Kazakistan (bandiera)           | C     | Asqat Tağıbergen    |
| 18 | Bielorussia (bandiera)          | C     | Ivan Maeŭski        |
| 21 | Kazakistan (bandiera)           | C     | Berïk Şaïxov        |
| 22 | Kazakistan (bandiera)           | C     | Geworg Najaryan     |

| N. |                         | Ruolo | Calciatore           |
| -- | ----------------------- | ----- | -------------------- |
| 23 | Ghana (bandiera)        | A     | Patrick Twumasi      |
| 25 | Kazakistan (bandiera)   | C     | Serhij Malyj         |
| 27 | Kazakistan (bandiera)   | D     | Yurïý Logvïnenko     |
| 30 | RD del Congo (bandiera) | A     | Junior Kabananga     |
| 31 | Kazakistan (bandiera)   | C     | Abaý Jwnısov         |
| 35 | Kazakistan (bandiera)   | P     | Aleksandr Mokin      |
| 44 | Russia (bandiera)       | D     | Evgenij Postnikov () |
| 45 | Kazakistan (bandiera)   | A     | Roman Mýrtazaev      |
| 51 | Kazakistan (bandiera)   | P     | Danïl Podımskïý      |
| 70 | Kazakistan (bandiera)   | C     | Sultan Sağınayev     |
| 71 | Kazakistan (bandiera)   | C     | Mädï Jaqıpbayev      |
| 73 | Kazakistan (bandiera)   | A     | Dïdar Jalmuqan       |
| 77 | Kazakistan (bandiera)   | D     | Dmïtrïý Şomko        |
| 80 | Kazakistan (bandiera)   | A     | Vladıslav Prokopenko |
| 94 | Kazakistan (bandiera)   | P     | Abılaýxan Dwýsen     |

## Calciomercato

### Sessione invernale
| Acquisti | Acquisti             | Acquisti         | Acquisti      |
| R.       | Nome                 | da               | Modalità      |
| -------- | -------------------- | ---------------- | ------------- |
| P        | Mïxaïl Golwbnïchïý   | Qyzyljar         | fine prestito |
| P        | Vladïmïr Logïnovskïý | Tobyl            | fine prestito |
| D        | Evgenij Postnikov    | Ventspils        | fine prestito |
| C        | Srđan Grahovac       | Rapid Vienna     | prestito      |
| C        | Jaqıp Qojamberdı     | Oqjetpes         | fine prestito |
| C        | Ivan Maeŭski         | Anži             | svincolato    |
| C        | Berïk Şaïxov         | Jetisý           | fine prestito |
| A        | Azdren Llullaku      | Gaz Metan Mediaș | svincolato    |
| A        | Roman Mýrtazaev      | Ertis            | svincolato    |
| A        | Alekseý Şçetkïn      | Aqtöbe           | fine prestito |
| A        | Dïdar Jalmuqan       | Aqtöbe           | definitivo    |

| Cessioni | Cessioni             | Cessioni         | Cessioni      |
| R.       | Nome                 | a                | Modalità      |
| -------- | -------------------- | ---------------- | ------------- |
| P        | Abılaýxan Dwýsen     | Spartaks Jūrmala | prestito      |
| P        | Mïxaïl Golwbnïchïý   | Oqjetpes         | definitivo    |
| P        | Vladïmïr Logïnovskïý | Taraz            | svincolato    |
| D        | Konstantin Engel     | Osnabrück        | svincolato    |
| D        | Bïrjan Kwl'bekov     |                  | svincolato    |
| D        | Serhij Malyj         | Tobyl            | prestito      |
| C        | Roger Cañas          | APOEL            | prestito      |
| C        | Azat Nurğalïyev      | Ordabasy         | fine prestito |
| C        | Jaqıp Qojamberdı     | Taraz            | definitivo    |
| C        | Berïk Şaïxov         | Oqjetpes         | prestito      |
| C        | Asqat Tağıbergen     | Tobyl            | prestito      |
| A        | Đorđe Despotović     | Tobyl            | prestito      |
| A        | Agim Ibraimi         |                  | svincolato    |
| A        | Tañat Nöserbayev     | Ordabasy         | svincolato    |
| A        | Alekseý Şçetkïn      | Tobyl            | prestito      |

### Sessione estiva
| Acquisti | Acquisti            | Acquisti         | Acquisti      |
| R.       | Nome                | da               | Modalità      |
| -------- | ------------------- | ---------------- | ------------- |
| P        | Abılaýxan Dwýsen    | Spartaks Jūrmala | fine prestito |
| D        | Serhij Malyj        | Tobyl            | fine prestito |
| C        | Roger Cañas         | APOEL            | fine prestito |
| C        | László Kleinheisler | Werder Brema     | prestito      |
| C        | Berïk Şaïxov        | Oqjetpes         | fine prestito |
| C        | Asqat Tağıbergen    | Tobyl            | fine prestito |
| C        | Marin Tomasov       | Rijeka           | prestito      |
| A        | Đorđe Despotović    | Tobyl            | fine prestito |

| Cessioni | Cessioni           | Cessioni          | Cessioni   |
| R.       | Nome               | a                 | Modalità   |
| -------- | ------------------ | ----------------- | ---------- |
| C        | Roger Cañas        | Ordabasy          | definitivo |
| C        | Abaý Jwnısov       | Aqtöbe            | prestito   |
| C        | Nemanja Maksimović | Valencia          | svincolato |
| C        | Geworg Najaryan    | Shahter Qaraǵandy | prestito   |
| A        | Dïdar Jalmuqan     | Tobyl             | prestito   |
| A        | Azdren Llullaku    | Tobyl             | prestito   |

## Risultati

### Prem'er Ligasy
| Arbitro: | Aleşïn (Pavlodar) |

|                                         |           |  |
| Tölebek 15’ Nurğalïyev 74’ Diakhaté 88’ | Marcatori |  |

| Arbitro: | Ïzmaýlov (Taldıqorğan) |

|            |           |             |
| Tkačuk 30’ | Marcatori | 14’ Mujïqov |

| Arbitro: | Atajanov (Šymkent) |

|                                        |           |           |
| Kabananga 12’ Llullaku 13’ Twumasi 62’ | Marcatori | 65’ Rubio |

| Arbitro: | Gawzer (Petropavl) |

|             |           |                                   |
| Gabışev 62’ | Marcatori | 88’ Kabananga 90+2’ (aut.) Skorıx |

| Arbitro: | Saxï (Qyzylorda) |

|  |           |                |
|  | Marcatori | 84’ Logvïnenko |

| Arbitro: | Alïyev (Almaty) |

|                                                    |           |  |
| Logvïnenko 12’ Kabananga 87’ (rig.) Jalmuqan 90+1’ | Marcatori |  |

| Arbitro: | Vïşnïçenko (Qostanay) |

|  |           |                                               |
|  | Marcatori | 61’ Mujïqov 64’ (rig.) Grahovac 79’ Mýrtazaev |

| Arbitro: | Atajanov (Šymkent) |

|                                              |           |  |
| Grahovac 13’ Kabananga 33’, 84’ Jalmuqan 43’ | Marcatori |  |

| Arbitro: | Aleşïn (Pavlodar) |

|  |           |                                              |
|  | Marcatori | 28’ Twumasi 34’ Maeŭski 76’ (rig.) Mýrtazaev |

| Arbitro: | Vïşnïçenko (Qostanay) |

|              |           |          |
| Grahovac 87’ | Marcatori | 34’ Qwat |

| Arbitro: | Raxïmbayev (Almaty) |

|             |           |               |
| Şçetkïn 71’ | Marcatori | 75’ Kabananga |

| Arbitro: | Gawzer (Petropavl) |

|                            |           |  |
| Mýrtazaev 13’ Jalmuqan 79’ | Marcatori |  |

| Arbitro: | Kwçïn (Qaraǧandy) |

|  |           |                           |
|  | Marcatori | 60’ Maeŭski 75’ Mýrtazaev |

| Arbitro: | Saxï (Qyzylorda) |

|                                     |           |               |
| Kabananga 10’, 19’, 56’ Mujïqov 24’ | Marcatori | 52’ Táttibaev |

| Arbitro: | Bobrov (Qaraǧandy) |

|                                                    |           |  |
| Kabananga 22’, 73’ Grahovac 62’ (rig.) Twumasi 66’ | Marcatori |  |

| Arbitro: | Abdwllayev (Karatau) |

|                                      |           |                                            |
| Zjan'kovič 18’ Grahovac 45+1’ (aut.) | Marcatori | 19’, 56’ Twumasi 47’ Kabananga 86’ Mujïqov |

| Arbitro: | Kwçïn (Qaraǧandy) |

|                                        |           |  |
| Twumasi 39’ Grahovac 77’ Kabananga 78’ | Marcatori |  |

| Arbitro: | Atajanov (Šymkent) |

|  |           |               |
|  | Marcatori | 67’ Kabananga |

| Arbitro: | Aleşïn (Pavlodar) |

|                            |           |  |
| Twumasi 14’ Logvïnenko 70’ | Marcatori |  |

| Arbitro: | Ïzmaýlov (Taldıqorğan) |

|                                                |           |  |
| Aršavin 22’ Logvïnenko 61’ (aut.) Iličević 77’ | Marcatori |  |

| Arbitro: | Abdanbayev (Taraz) |

|                  |           |  |
| Twumasi 43’, 70’ | Marcatori |  |

| Arbitro: | Ïzmaýlov (Taldıqorğan) |

|                  |           |  |
| Tağıbergen 90+3’ | Marcatori |  |

| Arbitro: | Vïşnïçenko (Qostanay) |

|  |           |                                                  |
|  | Marcatori | 33’ (aut.) Zjan'kovič 51’ Kabananga 79’ Grahovac |

| Arbitro: | Sarïev (Oral) |

|                                                          |           |  |
| Maeŭski 10’ Kabananga 20’ Twumasi 61’ Abdwlïn 80’ (aut.) | Marcatori |  |

| Arbitro: | Atajanov (Šymkent) |

|  |           |               |
|  | Marcatori | 70’ Kabananga |

| Arbitro: | Gawzer (Petropavl) |

|                                                                          |           |  |
| Mujïqov 28’, 38’ Mýrtazaev 44’ Tomasov 60’, 89’ Grahovac 69’ Twumasi 87’ | Marcatori |  |

| Arbitro: | Tevyaşov (Oral) |

|                 |           |                                                      |
| Janğılışbaý 46’ | Marcatori | 60’ Grahovac 65’ Šytaŭ 76’ Logvïnenko 90’ Tağıbergen |

| Arbitro: | Ïzmaýlov (Taldıqorğan) |

|                           |           |  |
| Twumasi 21’ Postnikov 26’ | Marcatori |  |

| Arbitro: | Saxï (Qyzylorda) |

|                 |           |           |
| Moldaqaraev 33’ | Marcatori | 41’ Şomko |

| Arbitro: | Bobrov (Qaraǧandy) |

|                                  |           |             |
| Mýrtazaev 52’ Twumasi 64’ (rig.) | Marcatori | 40’ Rodrigo |

| Arbitro: | Abdwllayev (Karatau) |

|                              |           |                |
| Tuñğışbayev 35’ Diakhaté 62’ | Marcatori | 60’ Despotović |

| Arbitro: | Ïzmaýlov (Taldıqorğan) |

|  |           |                      |
|  | Marcatori | 71’ Ábiken 88’ Gohou |

| Arbitro: | Kwçïn (Qaraǧandy) |

|                      |           |  |
| Kabananga 50’, 90+4’ | Marcatori |  |

### Coppa del Kazakistan
| Arbitro: | Bıstrov (Qaraǧandy) |

|                       |           |               |
| Hromțov 75’ Şakïn 86’ | Marcatori | 5’ Beýsebekov |

### Champions League

#### Secondo turno preliminare
| Arbitro: | Doyle |

|  |           |             |
|  | Marcatori | 73’ Twumasi |

| Arbitro: | Kalogeropoulos |

|             |           |                |
| Twumasi 59’ | Marcatori | 72’ Vardanjans |

#### Terzo turno preliminare
| Arbitro: | Bognár |

|                                         |           |            |
| Kabananga 36’ Maeŭski 45’ Twumasi 90+4’ | Marcatori | 78’ Sadiku |

| Arbitro: | Kehlet |

|                |           |  |
| Czerwiński 76’ | Marcatori |  |

#### Play-off
| Arbitro: | Hațegan |

|                                                                     |           |  |
| Postnikov 32’ (aut.) Sinclair 42’, 60’ Forrest 79’ Šytaŭ 88’ (aut.) | Marcatori |  |

| Arbitro: | Královec |

|                                              |           |                                       |
| Ajer 26’ (aut.) Mujïqov 48’ Twumasi 49’, 69’ | Marcatori | 33’ Sinclair 80’ Ntcham 90’ Griffiths |

### UEFA Europa League

#### Fase a gironi
| Squadra          | Pt | G | V | N | P | GF | GS | DG |
| ---------------- | -- | - | - | - | - | -- | -- | -- |
| Villarreal       | 11 | 6 | 3 | 2 | 1 | 10 | 6  | +4 |
| Astana           | 10 | 6 | 3 | 1 | 2 | 10 | 7  | +3 |
| Slavia Praga     | 8  | 6 | 2 | 2 | 2 | 6  | 6  | 0  |
| Maccabi Tel Aviv | 4  | 6 | 1 | 1 | 4 | 1  | 8  | −7 |

| Arbitro: | Jovanović |

|                                     |           |                |
| Sansone 16’ Bakambu 75’ Čeryšev 77’ | Marcatori | 68’ Logvïnenko |

| Arbitro: | Ekberg |

|             |           |                    |
| Tomasov 42’ | Marcatori | 18’ Ngadeu-Ngadjui |

| Arbitro: | Bojko |

|                                            |           |  |
| Twumasi 33’ (rig.), 42’ Kabananga 47’, 52’ | Marcatori |  |

| Arbitro: | Raczkowski |

|  |           |             |
|  | Marcatori | 57’ Twumasi |

| Arbitro: | Mažeika |

|                           |           |                           |
| Kabananga 22’ Twumasi 88’ | Marcatori | 39’ Raba 65’, 83’ Bakambu |

| Arbitro: | Massa |

|  |           |            |
|  | Marcatori | 38’ Aničić |

### Supercoppa
| Arbitro: | Kwçïn (Qaraǧandy) |

|  |           |                     |
|  | Marcatori | 77’ Arzo 90+2’ Qwat |

## Statistiche

### Statistiche di squadra
| Competizione              | Punti | In casa | In casa | In casa | In casa | In casa | In casa | In trasferta | In trasferta | In trasferta | In trasferta | In trasferta | In trasferta | Totale | Totale | Totale | Totale | Totale | Totale | DR  |
| Competizione              | Punti | G       | V       | N       | P       | Gf      | Gs      | G            | V            | N            | P            | Gf           | Gs           | G      | V      | N      | P      | Gf     | Gs     | DR  |
| ------------------------- | ----- | ------- | ------- | ------- | ------- | ------- | ------- | ------------ | ------------ | ------------ | ------------ | ------------ | ------------ | ------ | ------ | ------ | ------ | ------ | ------ | --- |
| Qazаqstan Prem'er Ligasy  | 79    | 17      | 15      | 1       | 1       | 46      | 6       | 16           | 10           | 3            | 3            | 28           | 15           | 33     | 25     | 4      | 4      | 74     | 21     | +53 |
| Coppa del Kazakistan      | -     | 0       | 0       | 0       | 0       | 0       | 0       | 1            | 0            | 0            | 1            | 1            | 2            | 1      | 0      | 0      | 1      | 1      | 2      | -1  |
| Champions League          | -     | 3       | 2       | 1       | 0       | 8       | 5       | 3            | 1            | 0            | 2            | 1            | 6            | 6      | 3      | 1      | 2      | 9      | 11     | -2  |
| Europa League             | 10    | 3       | 1       | 1       | 1       | 7       | 4       | 3            | 2            | 0            | 1            | 3            | 3            | 6      | 3      | 1      | 2      | 10     | 7      | +3  |
| Supercoppa del Kazakistan | -     | 0       | 0       | 0       | 0       | 0       | 0       | 0            | 0            | 0            | 0            | 0            | 0            | 1      | 0      | 0      | 1      | 0      | 2      | -2  |
| Totale                    | 89    | 23      | 18      | 3       | 2       | 61      | 15      | 23           | 13           | 3            | 7            | 33           | 26           | 47     | 31     | 6      | 10     | 94     | 43     | +51 |

### Andamento in campionato
| Giornata  | 1  | 2  | 3 | 4 | 5 | 6 | 7 | 8 | 9 | 10 | 11 | 12 | 13 | 14 | 15 | 16 | 17 | 18 | 19 | 20 | 21 | 22 | 23 | 24 | 25 | 26 | 27 | 28 | 29 | 30 | 31 | 32 | 33 |
| --------- | -- | -- | - | - | - | - | - | - | - | -- | -- | -- | -- | -- | -- | -- | -- | -- | -- | -- | -- | -- | -- | -- | -- | -- | -- | -- | -- | -- | -- | -- | -- |
| Luogo     | T  | T  | C | T | T | C | T | C | T | C  | T  | C  | T  | C  | C  | T  | C  | T  | C  | T  | C  | C  | T  | C  | T  | C  | T  | C  | T  | C  | T  | C  | C  |
| Risultato | P  | N  | V | V | V | V | V | V | V | N  | N  | V  | V  | V  | V  | V  | V  | V  | V  | P  | V  | V  | V  | V  | V  | V  | V  | V  | N  | V  | P  | P  | V  |
| Posizione | 11 | 11 | 7 | 5 | 6 | 2 | 1 | 1 | 1 | 1  | 1  | 1  | 1  | 1  | 1  | 1  | 1  | 1  | 1  | 1  | 1  | 1  | 1  | 1  | 1  | 1  | 1  | 1  | 1  | 1  | 1  | 1  | 1  |

Legenda:

Luogo: C = Casa; T = Trasferta. Risultato: V = Vittoria; N = Pareggio; P = Sconfitta.